# Kyburg (Zúric)
Kyburg és un municipi del cantó de Zúric (Suïssa), situat al districte de Pfäffikon.

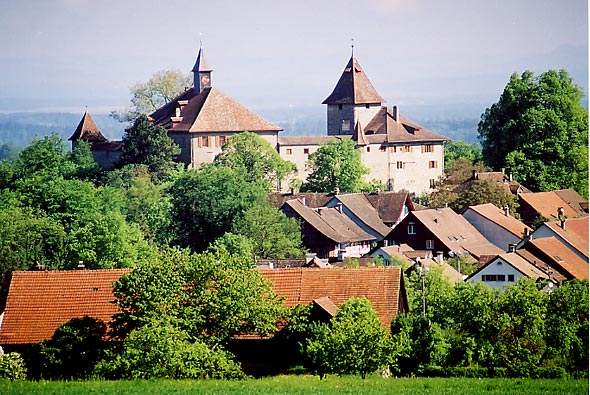
Vista general